# Edward Gourdin
Edward Orval Ned Gourdin (10. august 1897 – 22. juli 1966) var en amerikansk atlet som deltog i de olympiske lege 1924 i Paris.
Gourdin vandt en sølvmedalje i atletik under sommer-OL 1924 i Paris. Han kom på en andenplads i disciplinen længdespring bagefter sin landsmand William DeHart Hubbard. Der var fireogtredive deltagere fra toogtyve lande som som deltog i disciplinen. Finalen blev afviklet den 8. juli 1924.